# Баранув (Буський повіт)
Баранув (пол. Baranów) — село в Польщі, у гміні Бусько-Здруй Буського повіту Свентокшиського воєводства.
Населення — 125 осіб (2011).
У 1975-1998 роках село належало до Келецького воєводства.

## Демографія
Демографічна структура на день 31 березня 2011 року:
|          | Загалом | Допрацездатний вік | Працездатний вік | Постпрацездатний вік |
| -------- | ------- | ------------------ | ---------------- | -------------------- |
| Чоловіки | 62      | 10                 | 46               | 6                    |
| Жінки    | 63      | 11                 | 36               | 16                   |
| Разом    | 125     | 21                 | 82               | 22                   |